# Rochelle Aytes
Rochelle Aytes (Harlem, Ciutat de Nova York, 17 de maig de 1976) és una actriu i model estatunidenca. És coneguda sobretot pel seu paper d’Abril Malloy a la sèrie dramàtica d'ABC, Mistresses (2013-16). Aytes també va protagonitzar la pel·lícula autobiogràfica de TLC titulada CrazySexyCool: The TLC Story com a Perri "Pebbles" Reid, les mini-sèries de Drive i The Forgotten (2009-10), a més de Criminal Minds i Work It. Al cinema, Aytes ha aparegut a Dues rosses amb pebrots, Madea's Family Reunion i Trick 'r Treat. Aytes també va tenir un paper recurrent com a agent Greer, exoficial de la CIA, a la sèrie de televisió de la CBS, Hawaii 5.0. Actualment actua a la segona temporada de The Purge, als Estats Units.

## Primers anys i educació
Va assistir a l'escola secundària Fiorello H. LaGuardia. Es va graduar amb una Bachelor of Arts de belles arts a la Universitat Estatal de Nova York al Purchase college. Va començar la seva carrera com a model i ha aparegut en anuncis comercials de McDonald's, L'Óreal, Coca-Cola i Mercedes-Benz.

## Trajectòria
Aytes va debutar al cinema a la comèdia de 2004 Dues rosses amb pebrots, com a Denise Porter. També és coneguda per interpretar a Lisa Breaux a Madea's Family Reunion, de Tyler Perry, on Aytes interpreta una dona atrapada en una relació en què el seu promès (Blair Underwood) la colpeja i l'amenaça. Al 2006, va interpretar a Nicole Jamieson en els episodis pilot de proves de Tyler Perry, House of Payne. També proporciona la veu de Rochelle a Left 4 Dead 2. El 2007, Aytes va ser protagonista de la sèrie de la Fox, Bones, com a Felicia Saroyan, la germana del supervisor de laboratori, en Cam. Va protagonitzar la pel·lícula independent Trick 'r Treat, així com també va interpretar el paper de Leigh Barnthouse a la sèrie Drive de 2007 de la Fox. També va interpretar a Tara Kole al programa de televisió NCIS de la CBS. Aytes també va aparèixer a la sèrie dramàtica de la TNT, Dark Blue el 2010.
Aytes fou membre del repartiment habitual de la sèrie dramàtica de l'ABC, The Forgotten, del 2009 al 2010, interpretant a la detectiu Grace Russell, que s'associa amb un grup de voluntaris, inclòs l'exdetectiu de policia de Chicago, amb Christian Slater, per resoldre casos de víctimes d'homicidis desapareguts o no identificats. Des del 2010 fins al 2011, va tenir un paper recurrent a la sèrie d'ABC, Detroit 1-8-7 com a la fiscal Alice Williams, fins que el seu personatge va ser assassinat a l'episodi "Key to the City", que es va emetre l'11 de gener de 2011. El 2011, Aytes va protagonitzar com a convidada tres episodis com a Amber James, l'antiga núvia de Keith Watson, A la setena temporada del drama-comèdia d'ABC, Desperate Housewives. Està representada per Ryan Daly de Zero Gravity Management. També va participar en la comèdia de situació curta de l'ABC, Work It, el 2012.
L'any 2012, Aytes va ser escollida com un dels quatre protagonistes, juntament amb Alyssa Milano, Yunjin Kim i Jes Macallan, a la sèrie dramàtica d'ABC, Mistresses, sobre la vida de quatre amigues i la seva participació en una sèrie de relacions il·lícites i complexes. La sèrie es va estrenar el 3 de juny de 2013. Aytes va interpretar el paper de Perri "Pebbles" Reid a la pel·lícula biogràfica de 2013 CrazySexyCool: The TLC Story, sobre el trio musical R&B i hip-hop, TLC. El 2013 també va començar a aparèixer com a Savannah Hayes, la xicota de Derek Morgan (interpretada per Shemar Moore), a la sèrie de la cadena CBS, Criminal Minds.

## Filmografia

### Cinema
| Any  | Títol                   | Rol            | Notes |
| ---- | ----------------------- | -------------- | ----- |
| 2004 | Dues rosses amb pebrots | Denise Porter  |       |
| 2006 | Madea's Family Reunion  | Lisa           |       |
| 2007 | Trick 'r Treat          | Maria          |       |
| 2011 | The Inheritance         | Lily           |       |
| 2014 | The Butterfly Chasers   | Diana Lee      |       |
| 2015 | My Favorite Five        | Hailey Colburn |       |
| 2020 | Magic Camp              | Zoe Moses      |       |

### Televisió
| Any       | Títol                              | Rol                  | Notes                                                    |
| --------- | ---------------------------------- | -------------------- | -------------------------------------------------------- |
| 2001      | The Outer Limits                   | Breanna              | Episodi: "Abduction"                                     |
| 2003      | Sex and the City                   | Hostesa              | Episodi: "Great Sexpectations"                           |
| 2005      | Jonny Zero                         | Keisha               | Episodi: "I Did It All for the Nooky"                    |
| 2005      | My Wife and Kids                   | Infermera            | Episodi: "The 'V' Story"                                 |
| 2006      | 13 Graves                          | Karen                | Pilot de televisió no venut                              |
| 2006      | ER (sèrie de televisió)            | Tamara               | Episodi: "Split Decisions"                               |
| 2006      | CSI: NY                            | Sienna               | Episodi: "Stuck on You"                                  |
| 2006      | Half & Half                        | Yolanda              | Episodi: "The Big Who You Gonna Call Episode"            |
| 2007      | Day Break                          | Dona a l'avió        | Episodi: "What If He's Free?"                            |
| 2007      | Drive                              | Leigh Bartnhouse     | Rol principal                                            |
| 2007      | Las Vegas (sèrie de televisió)     | Carley               | Episodi: "When Life Gives You Lemon Bars"                |
| 2007      | Bones                              | Felicia Saroyan      | Episodi: "Intern in the Incinerator"                     |
| 2008      | Dirt                               | Jasmine Ford         | Episodis: "Ties That (Don't) Bind" i "And the Winner Is" |
| 2008      | Shark                              | Karla Ballantine     | Episodi: "Leaving Las Vegas"                             |
| 2009      | Mistresses                         | Ava                  | Pilot de televisió no venut                              |
| 2009      | NCIS (sèrie de televisió)          | Tara Kole            | Episodi: "Knockout"                                      |
| 2009–2010 | The Forgotten                      | Grace Russell        | Rol principal                                            |
| 2010      | Dark Blue                          | Eva                  | Episodis: "Shell Game", "Home Sweet Home"                |
| 2010–2011 | Detroit 1-8-7                      | Alice Williams       | Rol habitual; 5 episodis                                 |
| 2011      | Desperate Housewives               | Amber James          | Rol habitual; 3 episodis                                 |
| 2011      | White Collar                       | Isabelle Wilson      | Episodi: "As You Were"                                   |
| 2012      | Work It                            | Vanessa              | Rol principal                                            |
| 2013      | CrazySexyCool: The TLC Story       | Perri "Pebbles" Reid | Film de televisió                                        |
| 2013–2016 | Mistresses                         | April Malloy         | Rol principal                                            |
| 2013–2016 | Criminal Minds                     | Savannah Morgan      | Rol habitual; 10 episodis                                |
| 2017      | Designated Survivor                | Senator Cowling      | Rol habitual; alguns episodis                            |
| 2018–2019 | Hawaii 5.0                         | Agent Greer          | Rol habitual; 4 episodis                                 |
| 2019–2024 | S.W.A.T.                           | Nichelle Carmichael  | Rol habitual                                             |
| 2019      | The Purge                          | Michelle Moore       | Rol principal                                            |
| 2019      | Dolly Parton's Heartstrings        | Scarlett             | Episodi: "Cracker Jack"                                  |
| 2020      | A Christmas Tree Grows in Colorado | Erin                 |                                                          |
| 2020      | The Lost Boys                      | Jackie               | Pilot de televisió no venut (CW)                         |

### Videojocs
| Any  | Títol           | Rol      | Notes      |
| ---- | --------------- | -------- | ---------- |
| 2009 | Left 4 Dead 2   | Rochelle | Rol de veu |
| 2013 | Resident Evil 6 | Rochelle | Rol de veu |